# Universidad Nacional de Bellas Artes y Música de Tokio

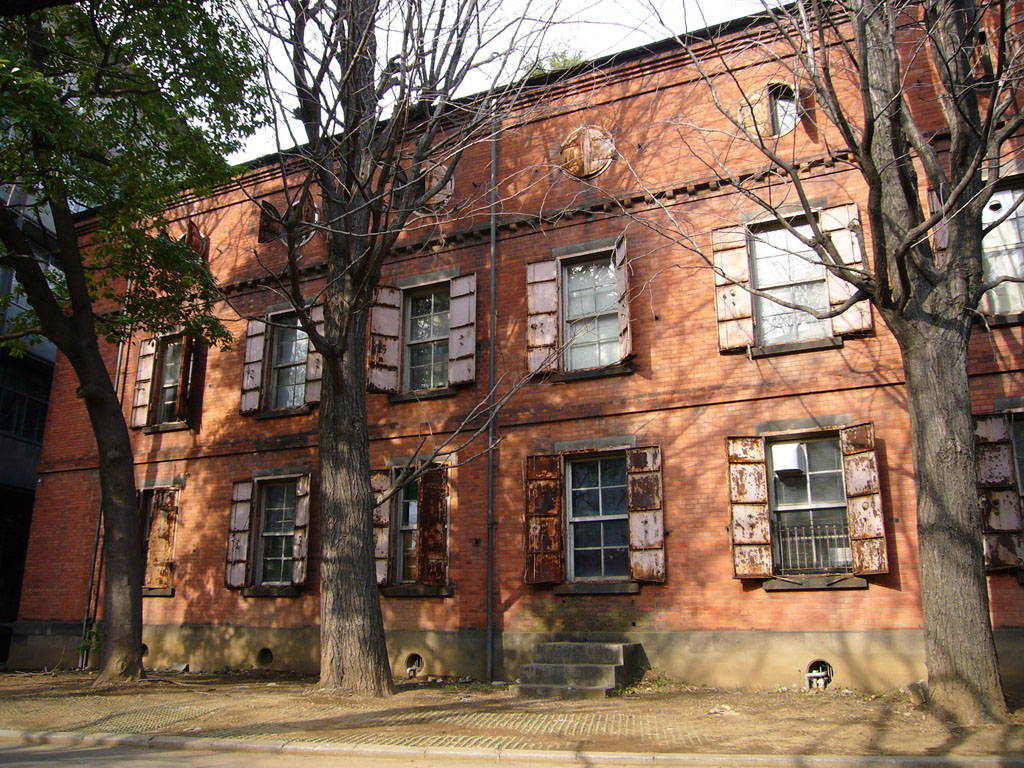
Edificio localizado en el campus de Ueno.

La Universidad Nacional de Bellas Artes y Música de Tokio (東京藝術大学 Tōkyō Gei-jutsu Daigaku?) o Geidai (芸大?) es una de las más antiguas y prestigiosas escuelas de bellas artes de Japón. Aunque localizada en el Parque Ueno, esta cuenta también con instalaciones en Toride, Ibaraki, y Yokohama, Kanagawa.

## Historia
La universidad fue formada en 1949 como una fusión entre la Escuela de Bellas Artes de Tokio y la Escuela de música de Tokio (ambas fundadas en 1887). Originalmente exclusiva para hombres, en 1946 se comenzó a admitir mujeres. La escuela graduada abrió sus puertas en 1963, y en 1977 comenzaron a ofrecer grados doctorales. Luego de fundada Las Corporaciones de Universidades Nacionales en el 2004, la escuela comenzó a ser conocida como la Universidad Corporativa Tokio Geijutsu Daigaku.
La escuela posee programas de intercambio estudiantil con varias instituciones de arte y música alrededor del mundo como el School of the Art Institute of Chicago, y el Royal Academy of Music (U.K.), la Universidad de Sídney (Australia), la Universidad nacional de arte de Corea, y la Academia de arte de China, entre otras.

## Alumnos destacados
- Yoshitoshi Abe
- Eri Kawai
- Yasushi Akutagawa
- Tsuguharu Foujita
- Taro Hakase
- Kaii Higashiyama
- Ikuo Hirayama
- Oki Kano
- Toshiro Mayuzumi
- Takashi Murakami
- Norio Ohga
- Tarō Okamoto
- Ryuichi Sakamoto
- Masaaki Suzuki
- Mokichi Okada
- Rentaro Taki
- Yoshi Takahashi
- Hiroshi Teshigahara
- Yoshihiko Wada
- Taikan Yokoyama
- Toshihiko Sahashi
- Hajime Mizoguchi
- Shigeo Fukuda
- Eiji Aonuma
- Mareo Ishiketa (graduado en 1939)
- Kumiko Inui
- Yassan （GPS drawing）

## Profesores destacados
- Miyata Ryōhei - Presidente actual
- Ikuo Hirayama - Presidente formal
- Takeshi Kitano
- Kiyoshi Kurosawa